# Liste der Kulturdenkmale in Dillstädt
Die Liste der Kulturdenkmale in Dillstädt umfasst die als Ensembles, Straßenzüge und Einzeldenkmale erfassten Kulturdenkmale in der thüringischen Gemeinde Dillstädt im Landkreis Schmalkalden-Meiningen mit dem Stand vom 24. Februar 2025.
Die Angaben in der Liste ersetzen nicht die rechtsverbindliche Auskunft der zuständigen Denkmalschutzbehörde.

## Legende
- Bild: zeigt ein Bild des Kulturdenkmals und gegebenenfalls einen Link zu weiteren Fotos des Kulturdenkmals im Medienarchiv Wikimedia Commons
- Bezeichnung: Name, Bezeichnung oder die Art des Kulturdenkmals
- Lage: Wenn vorhanden Straßenname und Hausnummer des Kulturdenkmals; Grundsortierung der Liste erfolgt nach dieser Adresse. Der Link Karte führt zu verschiedenen Kartendarstellungen und nennt die Koordinaten des Kulturdenkmals.
 Kartenansicht, um Koordinaten zu setzen – in dieser Kartenansicht sind Kulturdenkmale ohne Koordinaten mit einem roten bzw. orangen Marker dargestellt und können in der Karte gesetzt werden. Kulturdenkmale ohne Bild sind mit einem blauen bzw. roten Marker gekennzeichnet, Kulturdenkmale mit Bild mit einem grünen bzw. orangen Marker.
- Datierung: gibt das Jahr der Fertigstellung beziehungsweise das Datum der Erstnennung oder den Zeitraum der Errichtung an
- Beschreibung: bauliche und geschichtliche Einzelheiten des Kulturdenkmals, vorzugsweise die Denkmaleigenschaften
- ID: Die ID identifiziert das Kulturdenkmal eindeutig. In Thüringen sind aktuell keine IDs veröffentlicht. In der ID-Spalte kann sich auch folgendes Icon  befinden, dies führt zu Angaben zu diesem Kulturdenkmal bei Wikidata.

## Ensembles
| Bild                                    | Bezeichnung           | Lage | Datierung | Beschreibung | ID |
| --------------------------------------- | --------------------- | --- | --------- | ------------ | -- |
| BW                                      | Ortskern Dillstädt    | Dillstädt, Dorfstraße 4, 12, 18, 20, 21, 22, 24, 25, 27, 33, 35, 55, 57, 59; Gasse 6, 9, 11; Insel 4, 7, 8; Mahlstatt 2, 4; Mauer 6, 7 (Karte) |           |              |    |
| BW                                      | Pfarrhaus und Scheune | Dillstädt, Hauptstraße 41 (Karte) |           |              |    |
| Direkt Bild zu diesem Denkmal hochladen | Kellerhaus            | Dillstädt, oberhalb der Dorfstraße am Bahnübergang gelegen, Flur 8, Flurstücke 119-122, 125-126                                                |           |              |    |

## Einzeldenkmale nach Gemarkungen

### Dillstädt
| Bild                                    | Bezeichnung         | Lage                                     | Datierung | Beschreibung | ID |
| --------------------------------------- | ------------------- | ---------------------------------------- | --------- | --- | -- |
| BW                                      | Kellerhaus          | Am Wasser, Flur 17 Flurstück 106 (Karte) |           | |    |
| BW                                      | Schmiede            | Dorfstraße 8 (Karte)                     |           | |    |
| BW                                      | Rathaus             | Dorfstraße 18 (Karte)                    |           | |    |
| BW                                      | Gehöft              | Dorfstraße 28 (Karte)                    |           | |    |
| BW                                      | Mühle               | Gasse 6 (Karte)                          |           | |    |
| BW                                      | Wohnhaus            | Gasse 11 (Karte)                         |           | |    |
| BW                                      | Wirtschaftsgebäude  | Gasse 11 (Karte)                         |           | |    |
| Direkt Bild zu diesem Denkmal hochladen | Keller              | Hauptstraße                              |           | |    |
| weitere Bilder Fotos hochladen          | Evangelische Kirche | Dillstädt, Hohle o. Nr. (Karte)          |           | Kirche samt künstlerischer Ausstattung. Die Saalkirche mit einem Chorturm wurde von 1593 bis 1596 auf einem alten, vorhandenen Turmstumpfes aus Bruchsteinen gebaut und hat nach einem Brand im 18. Jahrhundert ein verschiefertes Krüppelwalmdach erhalten. Der Turm wurde mit einem ungewöhnlichen, markanten Tonnendach versehen. Das Kirchenschiff hat ein hölzernes Tonnengewölbe, zweigeschossige Emporen und unregelmäßige Rechteckfenster. Anhand einzelner zugesetzter Fenster sind verschiedene Bauphasen erkennbar. |    |
| BW                                      | Kirchhof            | Dillstädt, Hohle o. Nr. (Karte)          |           | |    |
| BW                                      | Einfriedung         | Dillstädt, Hohle o. Nr. (Karte)          |           | |    |
| BW                                      | Gefallenendenkmal   | Hohle o. Nr. (Karte)                     |           | mit Umfriedung |    |
| BW                                      | Gehöft              | Insel 4 (Karte)                          |           | |    |
| BW                                      | Gehöft              | Insel 8 (Karte)                          |           | |    |
| BW                                      | Wohnhaus            | Mahlstatt 2 (Karte)                      |           | |    |

## Ehemalige Kulturdenkmale
| Bild                                    | Bezeichnung                 | Lage           | Datierung | Beschreibung                                                                           | ID |
| --------------------------------------- | --------------------------- | -------------- | --------- | -------------------------------------------------------------------------------------- | -- |
| Direkt Bild zu diesem Denkmal hochladen | Denkmalensemble „Gasse“     | Gasse 6, 9, 11 |           |                                                                                        |    |
| Direkt Bild zu diesem Denkmal hochladen | Pfarrhaus                   | Hauptstraße 41 |           | Pfarrhaus und Scheune                                                                  |    |
| Direkt Bild zu diesem Denkmal hochladen | Denkmalensemble „Insel“     | Insel 4, 7, 8  |           | Fachwerkhäuser, die im Tal der Hasel, auf der sogenannten „Insel“, eingebettet liegen. |    |
| Direkt Bild zu diesem Denkmal hochladen | Denkmalensemble „Mauer“     | Mauer 6 – 7    |           |                                                                                        |    |
| Direkt Bild zu diesem Denkmal hochladen | Denkmalensemble „Mahlstatt“ | Mahlstatt 2, 4 |           |                                                                                        |    |